# Grupo TAPA
O Grupo TAPA foi fundado em 1974 dentro da PUC-Rio, quando alunos de diversos cursos decidiram fazer teatro amador. À época, chamava-se Teatro Amador Produções Artísticas (T.A.P.A.). Quando o grupo se profissionalizou, em 1979, após um curso com o Teatro dos 4, e vários dos amadores decidiram seguir carreira profissional, o nome deixou de ser uma sigla – e se tornou apenas TAPA. Em 1986 o grupo transferiu-se para São Paulo, onde ocupou o Teatro da Aliança Francesa como sede permanente por 15 anos, até 2001. 
O grupo se notabiliza pelo teatro de repertório e a montagem de clássicos: entre os autores encenados estão Shakespeare, Bernard Shaw, Anton Tchekhov, Tennessee Williams, August Strindberg, Oscar Wilde, Nicolau Maquiavel e Luigi Pirandello; e também grandes autores brasileiros, como Artur de Azevedo, Nelson Rodrigues e Jorge Andrade. 
Com mais de 40 anos de atividade, o TAPA já recebeu mais de 80 prêmios, entre Shell, Mambembe, Molière, APCA, Qualidade Brasil e Governador do Estado. A sede fica, hoje, em um galpão na Barra Funda, onde são ministrados grupos de estudos para atores, promovendo pesquisa na área cênica.

## Espetáculos Teatrais
- Apenas um Conto de Fadas - 1979
- Uma Peça por Outra - 1980
- O Anel e a Rosa - 1981
- Tempo Quente na Floresta Azul - 1982
- Trágico Acidente Destronou Thereza - 1982
- Pinocchio - 1984
- Viúva, Porém Honesta - 1984
- Casa de Orates - 1985
- O Alienista - 1985
- O Noviço - 1985
- O Tempo e os Conways - 1985
- Beto e Teça - 1985
- Caiu o Ministério - 1986
- A Verdadeira Vida de Jonas Wenka - 1986
- Solness, o Construtor - 1988
- A Mandrágora (Primeira Versão) - 1988
- Nossa Cidade - 1989
- Senhor de Porqueiral - 1989
- As Raposas do Café - 1990
- A Megera Domada - 1991
- Sra. Klein - 1993
- Querô, uma reportagem maldita - 1993
- O Noviço (direção de Brian Penido Ross) - 1994
- Vestido de Noiva - 1994
- Morte e Vida Severina (direção de Silnei Siqueira) - 1995
- Corpo a Corpo - 1995
- A Casa de Orates (direção de Brian Penido Ross) - 1995
- Do Fundo do Lago Escuro - 1997
- Ivanov - 1998
- Moço em Estado de Sítio - 1998
- Navalha na Carne - 1999
- A Serpente - 1999
- O Telescópio (direção de Zécarlos Machado) - 1999
- As Viúvas (direção de Sandra Corveloni) - 1999
- A Importância de ser Fiel - 2001
- Contos de Sedução - 2001
- Os Órfãos de Jânio - 2001
- Major Barbara - 2001
- Os Executivos - 2003
- A Mandrágora - de 2004 até 2021
- Camaradagem - 2006
- A Moratória - 2007
- Amargo Siciliano - 2008
- Retratos Falantes - 2008
- O Ensaio - 2008
- Cloaca - 2009
- Valsa Nº 6 - 2010
- 12 Homens e Uma Sentença - de 2010 até 2019
- Mão na Luva - 2010
- Vestir os Nus - 2010
- Alguns Blues de Tennessee - de 2011 até 2012
- Credores - de 2011 até 2012
- Senhorita Júlia - 2013
- Anti-Nelson Rodrigues - de 2014 até 2015
- O Berro - 2014
- Esplêndidos - 2015
- As Criadas - de 2015 até 2019
- Gata em Telhado de Zinco Quente - 2016
- O Torniquete - de 2017 até 2019
- Anatol - 2018
- A Cantora Careca - de 2018 até 2019
- O Jardim das Cerejeiras - 2019
- O Encontro no Bar - de 2020 até 2021
- As Portas da Noite - 2020
- De Todas as Maneiras que Há de Amar - 2020
- Brincando com Fogo - 2020
- Cecé - 2020
- A Penteadeira - de 2020 até 2021
- Uma Aventura Parisiense - de 2020 até 2021
- Diálogos com os Personagens - de 2020 até 2021
- Vidas à Margem - 2021
- O Urso - 2021
- Despedida de Solteiro - 2021
- A Brasiliense - 2021
- Um Chá das Cinco - 2021
- Sete Histórias (direção de Clara Carvalho) - 2021